# Overhills (Carolina del Norte)
Overhills es un área no incorporada ubicada del condado de Harnett en el estado estadounidense de Carolina del Norte. La comunidad fue originalmente  propiedad de la Percy Rockefeller por bienes de la familia, pero más tarde adquirido por el gobierno federal y ahora está en su mayoría situados en el interior cerca de Fort Bragg. A Donald Ross el campo de golf diseñado fue parte de la masa original y ahora también está ubicado dentro de Fort Bragg. Otros puntos de referencia de área incluyen Overhills High School.